# Jetpur Navagadh
Jetpur Navagadh là một thành phố và khu đô thị của quận Rajkot thuộc bang Gujarat, Ấn Độ.

## Nhân khẩu
Theo điều tra dân số năm 2001 của Ấn Độ, Jetpur Navagadh có dân số 104.311 người. Phái nam chiếm 53% tổng số dân và phái nữ chiếm 47%. Jetpur Navagadh có tỷ lệ 72% biết đọc biết viết, cao hơn tỷ lệ trung bình toàn quốc là 59,5%: tỷ lệ cho phái nam là 78%, và tỷ lệ cho phái nữ là 66%. Tại Jetpur Navagadh, 11% dân số nhỏ hơn 6 tuổi.